# Craughwell
Craughwell (iriska: Creachmhaoil) är en ort i republiken Irland.   Den ligger i grevskapet County Galway och provinsen Connacht, i den centrala delen av landet, 170 km väster om huvudstaden Dublin. Craughwell ligger 28 meter över havet och antalet invånare är 665.
Terrängen runt Craughwell är platt. Runt Craughwell är det glesbefolkat, med 12 invånare per kvadratkilometer. Närmaste större samhälle är Athenry, 7,8 km norr om Craughwell. Trakten runt Craughwell består i huvudsak av gräsmarker.